# Styrbjörn Leander-Engström
Styrbjörn Leander-Engström född 13 juni 1942 i Jukkasjärvi församling, Norrbottens län, död där 22 februari 1979 var en svensk målare.
Han är känd för målningar i olja med motiv från svensk fjällvärld.
Styrbjörn Leander-Engström var son till konstnären Kjell Leander-Engström (1914–1979) samt sonson till konstnären Leander Engström (1886–1927). Han är begravd på Tornehamns kyrkogård, även kallad  Rallarekyrkogården.